# Senátní obvod č. 17 – Praha 12

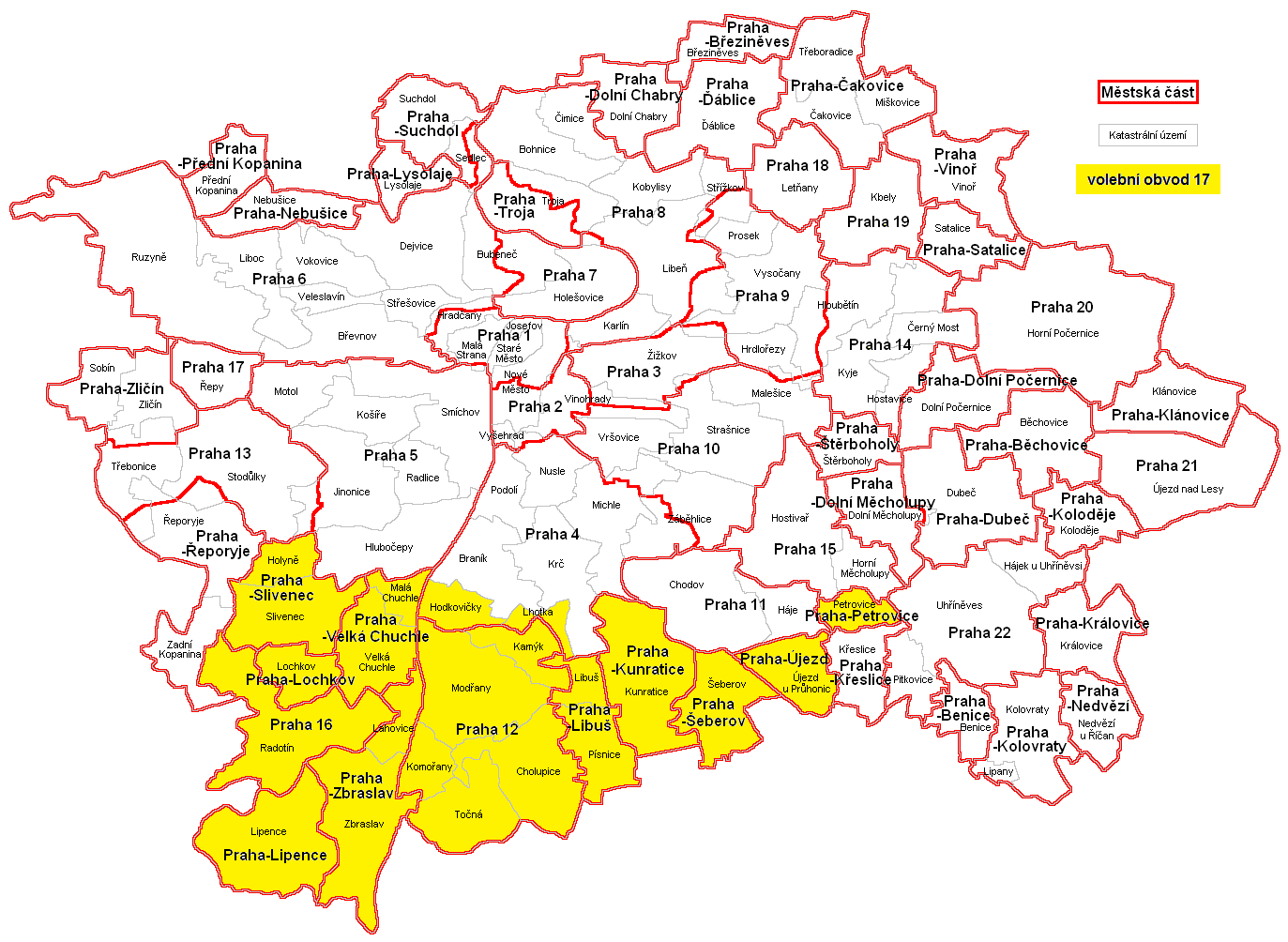
Senátní obvod č. 17 na mapě Prahy

Senátní obvod č. 17 – Praha 12 podle zákona č. 247/1995 Sb. zahrnuje území městských částí Praha 12, Praha 16, Praha-Lipence, Praha-Lochkov, Praha-Slivenec, Praha-Velká Chuchle, Praha-Zbraslav, Praha-Kunratice, Praha-Šeberov, Praha-Újezd, Praha-Libuš a Praha-Petrovice a část území městské části Praha 4, tvořenou katastrálními územími Hodkovičky a Lhotka.
Současným senátorem je od roku 2018 Pavel Fischer, který byl zvolen jako nezávislý kandidát. V Senátu není členem žádného klubu a působí jako nezařazený. Dále je předsedou Výboru pro zahraniční věci, obranu a bezpečnost.

## Senátoři
| Volby | Volby | Senátor                    | Senátor        | Volební strana | Navrhující strana | Politická příslušnost | Odkaz  |
| ----- | ----- | -------------------------- | -------------- | -------------- | ----------------- | --------------------- | ------ |
|       | 1996  |                            | Jan Krámek     | ODS            | ODS               | ODS                   | profil |
|       | 2000  |                            | Edvard Outrata | 4KOALICE       | US                | BEZPP                 | profil |
|       | 2006  |                            | Tomáš Grulich  | ODS            | ODS               | ODS                   | profil |
| 2012  |       |                            | Tomáš Grulich  | ODS            | ODS               | ODS                   |        |
|       | 2018  |                            | Pavel Fischer  | NK             | NK                | BEZPP                 | profil |
|       | 2024  | KDU-ČSL, ODS, STAN, TOP 09 | Pavel Fischer  | TOP 09         |                   | BEZPP                 |        |

## Volby

### Rok 1996
| Kandidát | Kandidát                           | Volební strana | Navrhující strana | Politická příslušnost | Počet hlasů (1. kolo) | %     | Počet hlasů (2. kolo) | %     |
| -------- | ---------------------------------- | -------------- | ----------------- | --------------------- | --------------------- | ----- | --------------------- | ----- |
|          | Jan Krámek                         | ODS            | ODS               | ODS                   | 18 671                | 48,65 | 24 511                | 68,75 |
|          | PhDr. Zdeněk Pleskot               | ČSSD           | ČSSD              | ČSSD                  | 5 907                 | 15,39 | 11 141                | 31,25 |
|          | prof. PhDr. Jan Sokol, Ph.D., CSc. | KDU-ČSL        | KDU-ČSL           | BEZPP                 | 4 943                 | 12,88 | —                     | —     |
|          | RSDr. Milan Richter, CSc.          | KSČM           | KSČM              | KSČM                  | 3 688                 | 9,61  | —                     | —     |
|          | Ing. Vladimír Janský               | ODA            | ODA               | ODA                   | 3 565                 | 9,29  | —                     | —     |
|          | Ing. Přibyslava Tichotová          | DEU            | DEU               | DEU                   | 1 142                 | 2,98  | —                     | —     |
|          | Ing. Jiří Machač                   | KAN            | KAN               | KAN                   | 459                   | 1,20  | —                     | —     |

### Rok 2000
| Kandidát | Kandidát               | Volební strana | Navrhující strana | Politická příslušnost | Počet hlasů (1. kolo) | %     | Počet hlasů (2. kolo) | %     |
| -------- | ---------------------- | -------------- | ----------------- | --------------------- | --------------------- | ----- | --------------------- | ----- |
|          | Ing. Edvard Outrata    | 4KOALICE       | US                | BEZPP                 | 7 478                 | 24,17 | 12 659                | 62,25 |
|          | Jan Krámek             | ODS            | ODS               | ODS                   | 6 843                 | 22,12 | 7 676                 | 37,74 |
|          | MUDr. Radim Uzel, CSc. | ČSNS           | ČSNS              | BEZPP                 | 6 223                 | 20,11 | —                     | —     |
|          | Kateřina Besserová     | NK             | NK                | BEZPP                 | 4 681                 | 15,13 | —                     | —     |
|          | RSDr. Libuše Eliášová  | KSČM           | KSČM              | KSČM                  | 3 772                 | 12,19 | —                     | —     |
|          | Otto Kechner           | ČSSD           | ČSSD              | ČSSD                  | 1 934                 | 6,25  | —                     | —     |

### Rok 2006
| Kandidát | Kandidát                        | Volební strana | Navrhující strana | Politická příslušnost | Počet hlasů (1. kolo) | %     | Počet hlasů (2. kolo) | %     |
| -------- | ------------------------------- | -------------- | ----------------- | --------------------- | --------------------- | ----- | --------------------- | ----- |
|          | PhDr. Tomáš Grulich             | ODS            | ODS               | ODS                   | 17 429                | 47,37 | 13 364                | 62,42 |
|          | prof. MUDr. Pavel Klener, DrSc. | SZ             | SZ                | BEZPP                 | 4 721                 | 12,83 | 8 044                 | 37,57 |
|          | Ing. Květoslava Kořínková, CSc. | ČSSD           | ČSSD              | ČSSD                  | 4 508                 | 12,25 | —                     | —     |
|          | Petr Šimůnek                    | KSČM           | KSČM              | KSČM                  | 3 104                 | 8,43  | —                     | —     |
|          | Mgr. Svatopluk Karásek          | US-DEU         | US-DEU            | US-DEU                | 2 922                 | 7,94  | —                     | —     |
|          | PhDr. Daniela Rázková           | KDU-ČSL        | KDU-ČSL           | KDU-ČSL               | 1 891                 | 5,13  | —                     | —     |
|          | Ing. Mirka Čejková              | „21“           | „21“              | BEZPP                 | 1 490                 | 4,05  | —                     | —     |
|          | Mgr. Petr Hannig                | SZR            | SZR               | SZR                   | 529                   | 1,43  | —                     | —     |
|          | Ing. Václav Truhlář             | ČP             | ČP                | ČP                    | 196                   | 0,53  | —                     | —     |

### Rok 2012
| Kandidát | Kandidát                                    | Volební strana | Navrhující strana | Politická příslušnost | Počet hlasů (1. kolo) | %     | Počet hlasů (2. kolo) | %     |
| -------- | ------------------------------------------- | -------------- | ----------------- | --------------------- | --------------------- | ----- | --------------------- | ----- |
|          | PhDr. Tomáš Grulich                         | ODS            | ODS               | ODS                   | 5 284                 | 20,02 | 12 416                | 61,29 |
|          | Bc. František Adámek                        | ČSSD           | ČSSD              | ČSSD                  | 4 574                 | 17,33 | 7 841                 | 38,7  |
|          | Petr Šimůnek                                | KSČM           | KSČM              | KSČM                  | 3 781                 | 14,33 | —                     | —     |
|          | PhDr. Ivan Gabal                            | KDU-ČSL, SZ    | KDU-ČSL           | BEZPP                 | 3 710                 | 14,06 | —                     | —     |
|          | Dr. iur. et JUDr. Jaroslav Vondráček, Ph.D. | TOP 09, STAN   | TOP 09            | BEZPP                 | 3 205                 | 12,14 | —                     | —     |
|          | prof. PhDr. Miloslav Bednář, CSc.           | Svobodní       | Svobodní          | Svobodní              | 1 821                 | 6,9   | —                     | —     |
|          | Karel Kasal                                 | SD-SN          | SD-SN             | BEZPP                 | 1 814                 | 6,87  | —                     | —     |
|          | Vít Olmer                                   | VV             | VV                | BEZPP                 | 1 118                 | 4,23  | —                     | —     |
|          | Silvia Weiszová                             | Suverenita     | Suverenita        | Suverenita            | 671                   | 2,54  | —                     | —     |
|          | Ing. Valentin Papazian                      | PP             | PP                | BEZPP                 | 407                   | 1,54  | —                     | —     |

### Rok 2018
| Kandidát | Kandidát                       | Volební strana | Navrhující strana | Politická příslušnost | Počet hlasů (1. kolo) | %     | Počet hlasů (2. kolo) | %     |
| -------- | ------------------------------ | -------------- | ----------------- | --------------------- | --------------------- | ----- | --------------------- | ----- |
|          | Mgr. Pavel Fischer             | NK             | NK                | BEZPP                 | 20 342                | 47,98 | 14 919                | 78,08 |
|          | Ing. Eva Tylová                | Piráti, LES    | Piráti            | BEZPP                 | 6 828                 | 16,10 | 4 188                 | 21,91 |
|          | Ing. Ivan Pilný                | ANO            | ANO               | ANO                   | 5 304                 | 12,51 | —                     | —     |
|          | prof. JUDr. Aleš Gerloch, CSc. | NK             | NK                | BEZPP                 | 3 832                 | 9,04  | —                     | —     |
|          | MUDr. Ivan David, CSc.         | SPD            | SPD               | BEZPP                 | 2 318                 | 5,46  | —                     | —     |
|          | Mgr. Marta Semelová            | KSČM           | KSČM              | KSČM                  | 1 685                 | 3,97  | —                     | —     |
|          | Ing. Jiří Nouza                | HPP            | HPP               | BEZPP                 | 1 147                 | 2,70  | —                     | —     |
|          | Mgr. František Dobšík          | ČSSD           | ČSSD              | BEZPP                 | 933                   | 2,20  | —                     | —     |

### Rok 2024
Ve volbách v roce 2024 nezávislý senátor Pavel Fischer obhajoval svůj mandát za koalici SPOLU (tj. ODS, KDU-ČSL a TOP 09) a hnutí STAN. Kandidátkou koalice Piráti a LES s podporou Zelených byla zastupitelka hlavního města Prahy a nestranička Eva Tylová, kterou ve druhém kole voleb v roce 2018 porazil Pavel Fischer. Dalším kandidátem byl lékař Boris Šťastný, který kandidoval za koalici ANO a AUTO. Za SOCDEM kandidoval pracovník zahraničního obchodu Petr Hůla a kandidátkou hnutí Švýcarská demokracie byla lékárnice Pynelopi Cimprichová. O post senátora rovněž usiloval zastupitel hlavního města Prahy a kandidát koalice SPD a Trikolora Milan Urban.
Senátor Pavel Fischer získal 53,63 % hlasů, a stal se tak senátorem už v 1. kole voleb.
| Kandidát | Kandidát                       | Volební strana             | Navrhující strana    | Politická příslušnost | Počet hlasů (1. kolo) | %     |
| -------- | ------------------------------ | -------------------------- | -------------------- | --------------------- | --------------------- | ----- |
|          | Pavel Fischer                  | KDU-ČSL, ODS, STAN, TOP 09 | TOP 09               | BEZPP                 | 15 638                | 53,63 |
|          | MUDr. Boris Šťastný, MBA       | ANO, AUTO                  | AUTO                 | AUTO                  | 7 664                 | 26,28 |
|          | Ing. Eva Tylová                | Piráti, LES                | Piráti               | BEZPP                 | 3 651                 | 12,52 |
|          | Dr.-Ing. Milan Urban           | SPD, Trikolora             | SPD                  | SPD                   | 1 270                 | 4,35  |
|          | Ing. Petr Hůla, Ph.D.          | SOCDEM                     | SOCDEM               | SOCDEM                | 562                   | 1,92  |
|          | Ing. Mgr. Pynelopi Cimprichová | Švýcarská demokracie       | Švýcarská demokracie | Švýcarská demokracie  | 371                   | 1,27  |

## Volební účast
|  | nejvyšší volební účast |  | nejnižší volební účast |

| Rok  | % (1. kolo) | % (2. kolo) |
| ---- | ----------- | ----------- |
| 1996 | 40,71       | 37,87       |
| 2000 | 31,85       | 20,89       |
| 2006 | 43,51       | 23,97       |
| 2012 | 29,68       | 22,34       |
| 2018 | 48,67       | 21,01       |
| 2024 | 32,48       | —           |